# Paracheilinus togeanensis
Paracheilinus togeanensis là một loài cá biển thuộc chi Paracheilinus trong họ Cá bàng chài. Loài này được mô tả lần đầu tiên vào năm 1999.

## Từ nguyên
Từ định danh được đặt theo tên gọi của quần đảo Togean, nơi mà mẫu định danh của loài cá này được thu thập (–ensis: hậu tố chỉ nơi chốn trong tiếng Latinh).

## Phân bố và môi trường sống
P. togeanensis hiện chỉ được biết đến tại quần đảo Togean và eo biển Lembeh, đều ở trung và bắc đảo Sulawesi, được tìm thấy ở độ sâu khoảng 16–40 m.

## Mô tả
Chiều dài chuẩn lớn nhất được ghi nhận ở P. togeanensis là khoảng 4,8 cm. Cá cái màu cam, chuyển sang trắng ở bụng, có sọc xanh lam ở lưng và sọc đỏ ở bụng. Vây lưng màu đỏ, trừ phần trước màu cam. Vây hậu môn màu vàng với các hàng đốm xanh lam dọc theo gốc với viền xanh óng.
Cá đực trưởng thành có màu đỏ cam hoặc đỏ hồng với các sọc xanh lam và đỏ được xếp vào kiểu nhóm A (sensu Allen và cộng sự (2016)). Trán phớt vàng đến xanh lục lam với các vệt sọc dạng lưới màu đỏ hoặc hồng cam. Vây lưng màu đỏ tươi với phần trước màu trắng xanh, đôi khi có hàng đốm màu xanh óng dọc theo gốc vây và một số đốm ở cuối. Vây hậu môn có màu vàng tươi, hoặc cam đến đỏ với viền xanh da trời, hàng đốm xanh tím dọc gốc vây. Vây đuôi lõm sâu hình lưỡi liềm, có màu đỏ tươi ở gốc và dọc theo hai thùy, giữa vây có các đốm màu xanh lam. Vây bụng màu vàng đến cam với viền trước màu xanh óng.
Số gai vây lưng: 9; Số tia vây lưng: 11; Số gai vây hậu môn: 3; Số tia vây hậu môn: 8–10; Số tia vây ngực: 14; Số gai vây bụng: 1; Số tia vây bụng: 5.

## Phân loại
P. togeanensis có thể được xếp vào phức hợp loài Paracheilinus filamentosus do có vây đuôi lõm sâu, mặc dù loài này không có bất kỳ tia sợi nào ở vây lưng, và cũng chưa được kiểm tra về mặt di truyền.